# Dirk Radszat
Dirk Radszat (* 4. Juni 1971) ist ein ehemaliger deutscher Judoka, der 1997 und 1998 Europameisterschaftsdritter war.

## Sportliche Karriere
Dirk Radszat kämpfte im Halbmittelgewicht, der Gewichtsklasse, deren Obergrenze bis 1997 bei 78 Kilogramm und danach bei 81 Kilogramm lag. 
Der für den Judoclub Leipzig antretende Radszat belegte bei den Deutschen Meisterschaften 1995 den dritten Platz. 1996 gewann er seinen ersten Meistertitel. Bei den Europameisterschaften 1997 in Ostende unterlag er im Viertelfinale dem Russen German Abdulajew. Mit zwei Siegen in der Hoffnungsrunde erreichte Radszat den Kampf um eine Bronzemedaille, den er gegen den Esten Aleksei Budõlin gewann. 1998 erkämpfte Radszat seinen zweiten Deutschen Meistertitel. Bei den Europameisterschaften 1998 in Oviedo unterlag er im Viertelfinale dem Aserbaidschaner Mehman Assisow. Wie im Vorjahr erreichte er mit zwei Siegen in der Hoffnungsrunde den Kampf um Bronze, den er diesmal gegen den Niederländer Maarten Arens gewann. Nachdem Radszat bei den Europameisterschaften 1999 in seinem Auftaktkampf ausgeschieden war, belegte er 2000 in Breslau noch einmal den siebten Platz.